# Laires
Laires är en kommun i departementet Pas-de-Calais i regionen Hauts-de-France i norra Frankrike. Kommunen ligger i kantonen Fauquembergues som tillhör arrondissementet Saint-Omer. År 2022 hade Laires 368 invånare.

## Befolkningsutveckling
Antalet invånare i kommunen Laires
| Referens: INSEE |